# حوزه انتخابیه سبزوار
حوزه انتخابیهٔ سبزوار، جغتای، جوین، خوشاب، داورزن و ششتمد مربوط به انتخابات مجلس کشور ایران، در غرب استان خراسان رضوی واقع است و دو کرسی در مجلس شورای اسلامی دارد. این حوزه در اغلب قریب به اتفاق ادوار مجلس شورای ملی نیز دو کرسی داشت و قدمت آن به قانون انتخابات مجلس شورای ملی (مصوب ۱۲۹۰ شمسی) بازمی‌گردد. هر دو نمایندهٔ حوزه به روش رأی دسته‌جمعی انتخاب می‌شوند. شمار رأی‌مندان حوزه هنگام انتخابات ۱۳۹۸ مجلس شورای اسلامی برابر ۳۵۰٬۰۰۰ نفر بود. نمایندگان کنونی حوزه (دورهٔ دوازدهم) بهروز محبی نجم‌آبادی و محمدرضا محسنی ثانی هستند.

## تاریخچه، جغرافیا و حوزه‌بندی
حوزهٔ انتخابیه سبزوار، واقع در غرب استان خراسان رضوی (پیشتر استان یا ایالت خراسان)، اولین بار به موجب قانون انتخابات مجلس شورای ملی (مصوب ۱۲۹۰) ایجاد شد. در نظامنامهٔ انتخابات اصنافی (مصوب ۱۲۸۵)، نامی از سبزوار به میان نیامد و تنها به ذکر ۱۲ نفر نمایندهٔ «خراسان و سیستان و تربت و ترشیز و قوچان و بجنورد و شاهرود و بسطام» اکتفا شد. در نظامنامهٔ انتخابات دو درجه (مصوب ۱۲۸۸)، سبزوار «محل انتخاب» ۴ منتخب از مجموع ۳۳ منتخب درجهٔ [مرحلهٔ] اول و ۱۱ نمایندهٔ درجهٔ [مرحلهٔ] ثانی «حوزهٔ انتخابیه خراسان» بود. با وجود این، دو تن از نمایندگان دورهٔ دوم مجلس شورای ملی (پیش از تصویب قانون انتخابات) نمایندهٔ سبزوار خوانده شده‌اند، ولی در دورهٔ سوم (پس از تصویب قانون انتخابات و ایجاد رسمی حوزه)، حوزهٔ انتخابیهٔ سبزوار بدون نماینده ماند.
| دوره         | تعداد کرسی‌ها |
| ------------ | ------------ |
| ۱۳۷۸ تاکنون  | ۲ از ۲۹۰     |
| ۱۳۵۸ تا ۱۳۷۸ | ۲ از ۲۷۰     |
| ۱۳۵۰ تا ۱۳۵۷ | ۲ از ۲۶۸     |
| ۱۳۴۶ تا ۱۳۵۰ | ۱ از ۲۱۹     |
| ۱۳۳۹ تا ۱۳۴۶ | ۱ از ۲۰۰     |
| ۱۲۹۰ تا ۱۳۳۹ | ۲ از ۱۳۶     |

تغییرات حوزه‌بندی از ابتدا تاکنون

طبق قانون انتخابات مجلس شورای ملی (مصوب ۱۲۹۰)، حوزهٔ انتخابیهٔ سبزوار، علاوه بر سبزوار، شامل مزینان، جوین، بام، صفی‌آباد، و سرولایت بود و ۲ نماینده از مجموع ۱۳۶ نماینده در سطح کشور را به خود اختصاص می‌داد. در ۱۳۳۹، حوزه به دو نیم شد که هر کدام یک نماینده داشت: الف) حوزهٔ انتخابیهٔ سبزوار، شامل شهر سبزوار با دهستان‌های قصبه، تکاب کوه‌میش، طبس، کراب، داورزن، مزینان، کاه، باشتین، فروغن، خواشد، زمج، ربع شامات، و شامکان؛ ب) حوزهٔ انتخابیهٔ جوین، شامل بخش جغتای (پایین‌جوین، بالاجوین، پیراکوه، نقاب)، بام و صفی‌آباد، بخش اسفراین، بخش سرولایت. در حوزه‌بندی جدید، بخش اسفراین از حوزهٔ انتخابیهٔ بجنورد منتزع شده و به حوزهٔ انتخابیهٔ تازه‌تشکیل‌شدهٔ جوین الحاق یافته بود. همزمان تعداد نمایندگان به ۲۰۰ نفر و سپس در ۱۳۴۶ به ۲۱۹ نفر افزایش یافت. در ۱۳۵۰، قانون قبلی به‌نحوی خنثی شد و حوزه‌های انتخابیهٔ سبزوار و جوین دوباره به هم پیوستند، بدین شکل که حوزهٔ انتخابیه سبزوار شامل شهر سبزوار و بخش‌های حومه، جغتای، داورزن، و ششتمد دارای ۲ نماینده از مجموع ۲۷۶ نمایندهٔ کل کشور شد. پس از انقلاب ۱۳۵۷، حوزهٔ انتخابیهٔ سبزوار با همان توابع پیشین برای انتخابات مجلس شورای اسلامی در ۱۳۵۸ تعریف شد و دارای ۲ نماینده از ۲۷۰ نمایندهٔ کل کشور بود که این تعداد در ۱۳۷۸ به ۲۹۰ نفر افزایش یافت. در حال حاضر، مرزهای حوزه منطبق بر تقسیمات کشوری ایران است و شامل شش شهرستان سبزوار، جغتای، جوین، خوشاب، داورزن و ششتمد می‌باشد. تا پایان دورهٔ هشتم مجلس شورای اسلامی، نام حوزه صرفاً «حوزهٔ انتخابیهٔ سبزوار» بود. با ایجاد شهرستان‌های نوبنیاد از دل شهرستان سبزوار، در دورهٔ نهم مجلس به «حوزهٔ انتخابیهٔ سبزوار، جغتای، جوین و خوشاب» و در دورهٔ دهم مجلس به «حوزهٔ انتخابیهٔ سبزوار، جغتای، جوین، خوشاب و داورزن» تغییر نام یافت.
هنگام تشکیل شهرستان خوشاب در ۱۳۸۹، روستاهای رباطی شاهزاده، جمبرجوق، چزگ، و فرخار از شهرستان فیروزه منتزع و به شهرستان خوشاب ملحق شدند. شهرستان فیروزه در حوزهٔ انتخابیهٔ نیشابور قرار داشت. اهالی این روستاها به نشانهٔ اعتراض در انتخابات ۱۳۹۰ مجلس در روستاهای خود (واقع در حوزهٔ انتخابیهٔ سبزوار) رأی ندادند و برای رأی دادن در حوزهٔ انتخابیهٔ نیشابور به روستاهای مجاور رفتند. در پی نارضایتی‌ها، این روستاها در ۱۳۹۸ همگی دوباره به شهرستان فیروزه ملحق شدند.

## حق رأی و نظام انتخاباتی
| نظامنامهٔ انتخابات دو درجه | نظامنامهٔ انتخابات دو درجه | نظامنامهٔ انتخابات دو درجه | نظامنامهٔ انتخابات دو درجه |
| محل انتخاب                | منتخبان                   | محل انتخاب                | منتخبان                   |
| ------------------------- | ------------------------- | ------------------------- | ------------------------- |
| مشهد (م)                  | ۱۲                        | سبزوار                    | ۴                         |
| قوچان                     | ۳                         | خاف                       | ۱                         |
| بجنورد                    | ۲                         | ترشیز                     | ۱                         |
| درجز                      | ۱                         | تربت حیدری                | ۳                         |
| جام و باخرز               | ۱                         | تون                       | ۱                         |
| نیشابور                   | ۳                         | طبس                       | ۱                         |
| منتخبان                   | منتخبان                   | ۳۳                        | ۳۳                        |
| نمایندگان                 | نمایندگان                 | ۱۱                        | ۱۱                        |

حق رأی و نظام انتخاباتی در این حوزهٔ انتخابیه با سایر حوزه‌های سراسر ایران یکسان بوده‌است.
طبق نظامنامهٔ انتخابات اصنافی، اولین انتخابات مجلس شورای ملی، خارج از تهران، در دو مرحله انجام گرفت. در هر یک از شهرهای تابع یک ایالت، طبقات شش‌گانهٔ صاحب رأی جداگانه جمع شدند، نماینده‌ای را انتخاب کردند و به مرکز ایالت فرستادند و اینان از بین خود، به اندازهٔ سهمیهٔ مقررشده (که برای خراسان و سیستان ۱۲ نفر بود) نمایندگانی را انتخاب کردند. طبق نظامنامهٔ انتخابات دو درجه، دومین انتخابات مجلس شورای ملی، در سرتاسر کشور به طرز دو درجه انجام گرفت. «مراد از انتخاب دو درجه آن است که ابتدا [...] در شهرهای یک حوزهٔ انتخابیه، عدد معینی [که برای سبزوار ۴ بود] را انتخاب می‌نمایند که منتخب نامیده می‌شوند و بعد این انتخاب‌شدگان درجهٔ اول [در خراسان ۳۳ نفر] در مرکز حوزهٔ انتخاب [مشهد] جمع شده، از میان خود عدهٔ مطلوبه [برای خراسان ۱۱ نفر] را ثانیاً انتخاب می‌کنند و این انتخاب‌شدگانِ درجهٔ ثانی نماینده خوانده می‌شوند.» انتخابات در درجات اول و دوم به روش «انتخاب جمعی» صورت گرفت. ملاک در درجهٔ اول اکثریت نسبی و در درجهٔ دوم اکثریت تام [مطلق] بود. از ۱۲۹۰ به بعد، انتخابات مجالس در سرتاسر ایران به شکل «یک درجه و مستقیم» برگزار شد. ملاک انتخاب، کسب اکثریت نسبی بود. در حوزهٔ انتخابیهٔ سبزوار که در بیشتر ادوار دو نماینده داشت، از روش انتخاب جمعی استفاده می‌شد، منتها در ادوار بیستم تا بیست‌ودوم که تعداد نمایندگان به یک نفر کاهش یافت از روش «انتخاب فردی» استفاده شد. پس از انقلاب اسلامی، ملاک انتخاب به اکثریت مطلق آرا تغییر کرد و چنانچه اکثریت مطلق در مرحلهٔ اول کسب نشد، «فقط به تعداد دو برابر نمایندگان مورد نیاز از بین کسانی که بیشترین آرا را در مرحلهٔ اول داشته‌اند، در انتخابات مرحلهٔ دوم شرکت می‌کنند» و در این مرحله ملاک کسب اکثریت نسبی است. با این حال، در ۱۳۶۳ اکثریت مطلق ابتدا به یک‌سوم، سپس در ۱۳۷۸ به یک‌چهارم، و در نهایت در ۱۳۹۵ به یک‌پنجم کاهش یافت.

## جمعیت‌شناسی
جمعیت کل حوزه بر اساس سرشماری سال ۱۳۹۵ برابر ۴۶۹٬۰۶۵ نفر است.
| شهرستان | بخش‌ها                     | جمعیت   |
| ------- | ------------------------- | ------- |
| سبزوار  | مرکزی، روداب              | ۳۰۶٬۳۱۰ |
| جغتای   | مرکزی، هلالی              | ۴۹٬۱۷۵  |
| جوین    | مرکزی، عطاملک             | ۵۴٬۴۸۸  |
| خوشاب   | مرکزی، مشکان، نوده انقلاب | ۳۷٬۱۸۱  |
| داورزن  | مرکزی، باشتین             | ۲۱٬۹۱۱  |
| ششتمد   | مرکزی، شامکان             | ۲۴،۲۶۱  |

شمار رأی‌مندان حوزه هنگام انتخابات ۱۳۹۸ مجلس شورای اسلامی برابر ۳۵۰٬۰۰۰ نفر بود. میزان مشارکت در این انتخابات در این حوزه ۵۲٫۲ درصد بود که از متوسط استان (۴۸٫۱۷ درصد) و متوسط کشور (۴۲٫۵۷ درصد) بالاتر است. میزان مشارکت در انتخابات پارلمانی در حوزهٔ انتخابیه سبزوار (سبز) نسبت به استان خراسان رضوی یا استان خراسان پیش از تقسیم (قرمز) و کشور ایران (آبی) در نمودار مقابل مقایسه شده‌است.
گذشته از گرایش‌های سیاسی در سطح کشور (اصولگرایی، اصلاح‌طلبی و اعتدالگرایی)، مسائل قومی در انتخابات این حوزهٔ انتخابیه حائز اهمیت است. بیشتر اهالی شهرستان‌های جوین و جغتای در شمال حوزهٔ انتخابیه ترک خراسانی هستند؛ ولی بیشتر اهالی سایر شهرستان‌های حوزه فارسی‌زبان هستند و در مجموع اکثریت را در اختیار دارند. به عنوان مثال، در انتخابات ۱۳۹۴ مجلس، رگه‌هایی از قومیت‌گرایی نزد هواداران نامزدهای مختلف مشاهده شده‌است و تلاش شد به اختلافات قومی و زبانی دامن زده شود. همچنین از آنجا که شهرهای این حوزهٔ انتخابیه متوسط یا کوچک هستند، همچون سایر حوزه‌های با وضعیت مشابه، بحث‌های توسعهٔ منطقه‌ای (در مقایسه با سایر شهرستان‌ها و مناطق استان) و نیز کش‌مکش‌ها بر سر قدرت بین شخصیت‌های محلی مشخصاً نمود پیدا می‌کند.

## نمایندگان

### مجلس شورای ملی
از جمله رویدادهای مهم مرتبط با نمایندگان سبزوار در صحن مجلس شورا، یکی نیابت ریاست شیخ‌الرئیس افسر در ادوار هفتم، هشتم و نهم مجلس شورای ملی است، و دیگری گلاویز شدن عبدالقدیر آزاد با یوسف مشار وزیر پست و تلگراف دولت مصدق و هفت‌تیر کشیدن به روی اوست.
| دوره         | رتبه                 | نام                    | تصویر                | آرا                  | کل آرا               | منبع          |
| ------------ | -------------------- | ---------------------- | -------------------- | -------------------- | -------------------- | ------------- |
| اول          | نماینده نداشت.       | نماینده نداشت.         | نماینده نداشت.       | نماینده نداشت.       | نماینده نداشت.       |               |
| دوم          |                      | محمدهاشم‌میرزا افسر     |                      |                      |                      | [ ۳۴ ]        |
| دوم          |                      | علی سبزواری            |                      |                      |                      | [ ۳۵ ]        |
| سوم          | نماینده نداشت.       | نماینده نداشت.         | نماینده نداشت.       | نماینده نداشت.       | نماینده نداشت.       |               |
| چهارم        | اول                  | رضا رئیس‌التجار         |                      | ۱۰٬۸۶۳               | ۱۱٬۸۵۷               | [ ۳۶ ]        |
| چهارم        | دوم                  | میرزا هاشم آشتیانی     |                      | ۱۰٬۲۲۵               | ۱۱٬۸۵۷               | [ ۳۶ ]        |
| پنجم         | اول                  | محمدهاشم‌میرزا افسر     |                      | ۹٬۸۶۵                | ۱۵٬۲۰۴               | [ ۳۷ ]        |
| پنجم         | دوم                  | رضا رئیس‌التجار         |                      | ۹٬۷۰۴                | ۱۵٬۲۰۴               | [ ۳۸ ]        |
| ششم          | اول                  | حسن علوی سبزواری       |                      | ۱۹٬۹۴۳               | ۲۲٬۷۶۱               | [ ۳۹ ]        |
| ششم          | دوم                  | محمدهاشم‌میرزا افسر     |                      | ۱۹٬۳۵۱               | ۲۲٬۷۶۱               | [ ۳۹ ]        |
| هفتم         | اول                  | حسن علوی سبزواری       |                      | ۱۸٬۸۴۸               | ۱۹٬۴۰۸               | [ ۴۰ ]        |
| هفتم         | دوم                  | محمدهاشم‌میرزا افسر     |                      | ۱۷٬۷۵۸               | ۱۹٬۴۰۸               | [ ۴۰ ]        |
| هشتم         | اول                  | حسن علوی سبزواری       |                      | ۲۱٬۴۳۳               | ۲۱٬۹۲۷               | [ ۴۱ ]        |
| هشتم         | دوم                  | محمدهاشم‌میرزا افسر     |                      | ۲۱٬۱۰۹               | ۲۱٬۹۲۷               | [ ۴۱ ]        |
| نهم          | اول                  | محمدهاشم‌میرزا افسر     |                      | ۲۲٬۳۴۳               | ۲۳٬۱۹۴               | [ ۴۲ ]        |
| نهم          | دوم                  | حسن علوی سبزواری       |                      | ۲۱٬۵۳۶               | ۲۳٬۱۹۴               | [ ۴۲ ]        |
| دهم          | اول                  | حسن علوی سبزواری       |                      | ۲۳٬۸۰۱               |                      | [ ۴۳ ]        |
| دهم          | دوم                  | محمدتقی میرزا معتضدی   |                      | ۲۲٬۸۶۲               | [ ۴۳ ]               |               |
| یازدهم       | اول                  | حسن علوی سبزواری       |                      | ۲۲٬۲۵۳               | ۲۲٬۷۷۶               | [ ۴۴ ]        |
| یازدهم       | دوم                  | محمدتقی میرزا معتضدی   |                      | ۲۰٬۸۵۱               | ۲۲٬۷۷۶               | [ ۴۴ ]        |
| دوازدهم      | اول                  | حسن علوی سبزواری       |                      | ۲۱٬۷۶۲               | ۲۲٬۲۱۵               | [ ۴۵ ]        |
| دوازدهم      | دوم                  | محمدتقی میرزا معتضدی   |                      | ۲۰٬۵۹۷               | ۲۲٬۲۱۵               | [ ۴۵ ]        |
| سیزدهم       | اول                  | محمدتقی میرزا معتضدی   |                      | ۱۲٬۶۰۵               | ۱۴٬۳۱۸               | [ ۴۶ ]        |
| سیزدهم       | دوم                  | احمد فریدونی           |                      | ۱۲٬۵۳۱               | ۱۴٬۳۱۸               | [ ۴۶ ]        |
| چهاردهم      |                      | محمد پروین گنابادی     |                      |                      | ۶٬۴۷۴                | [ ۴۷ ]        |
| چهاردهم      |                      | سید محمد طباطبایی      |                      | ۳٬۷۲۲                | ۶٬۴۷۴                | [ ۴۸ ] [ ۴۹ ] |
| پانزدهم      | اول                  | سید ابوالحسن حائری‌زاده |                      | ۱۴٬۷۵۲               | ۲۵٬۰۲۵               | [ ۵۰ ]        |
| پانزدهم      | دوم                  | عبدالقدیر آزاد         |                      | ۱۱٬۲۷۹               | ۲۵٬۰۲۵               | [ ۵۰ ]        |
| شانزدهم      | اول                  | احمد نبوی              |                      | ۱۴٬۸۲۰               | ۱۵٬۵۵۶               | [ ۵۱ ]        |
| شانزدهم      | دوم                  | علی بزرگ‌نیا            |                      | ۱۳٬۸۰۹               | ۱۵٬۵۵۶               | [ ۵۱ ]        |
| هفدهم        | انتخابات برگزار نشد. | انتخابات برگزار نشد.   | انتخابات برگزار نشد. | انتخابات برگزار نشد. | انتخابات برگزار نشد. | [ ۵۲ ]        |
| هجدهم        | اول                  | محمود رضایی            |                      | ۱۷٬۶۲۱               | ۱۸٬۵۵۷               | [ ۵۳ ]        |
| هجدهم        | دوم                  | علی بزرگ‌نیا            |                      | ۱۷٬۴۰۴               | ۱۸٬۵۵۷               | [ ۵۳ ]        |
| نوزدهم       | اول                  | علی بزرگ‌نیا            |                      | ۹٬۶۸۰                | ۹٬۸۵۵                | [ ۵۴ ]        |
| نوزدهم       | دوم                  | قاسم رضایی             |                      | ۴٬۱۸۴                | ۹٬۸۵۵                | [ ۵۴ ]        |
| بیستم        | اول                  | علی بزرگ‌نیا            |                      | ۶٬۴۰۵                | ۷٬۵۵۱                | [ ۵۵ ]        |
| بیست و یکم   | اول                  | امین غنی               |                      | ۱۱٬۳۱۵               | ۱۱٬۹۰۷               | [ ۵۶ ]        |
| بیست و دوم   | اول                  | امین غنی               |                      | ۶٬۷۹۸                | ۹٬۳۱۹                | [ ۵۷ ]        |
| بیست و سوم   | اول                  | امین غنی               |                      | ۲۰٬۳۹۶               | ۲۲٬۴۳۳               | [ ۵۸ ]        |
| بیست و سوم   | دوم                  | ضیاءالحق ناوی          |                      | ۱۷٬۲۴۵               | ۲۲٬۴۳۳               | [ ۵۸ ]        |
| بیست و چهارم | اول                  | حسن متولی              |                      | ۱۵٬۴۶۲               | ۲۵٬۳۲۹               | [ ۵۹ ]        |
| بیست و چهارم | دوم                  | کاظم اسکویی            |                      | ۱۳٬۵۱۴               | ۲۵٬۳۲۹               | [ ۵۹ ]        |

### مجلس شورای اسلامی
| دوره    | رتبه | نام                 | تصویر | آرا     | کل آرا  | درصد   | مرحله | منبع   |
| ------- | ---- | ------------------- | ----- | ------- | ------- | ------ | ----- | ------ |
| اول     | اول  | حسین هراتی          |       | ۴۷٬۸۶۴  | ۷۲٬۲۳۹  | ۶۶٫۲   | دوم   | [ ۶۰ ] |
| اول     | دوم  | علی‌اصغر باغانی      |       | ۴۷٬۷۲۱  | ۷۲٬۲۳۹  | ۶۶     | دوم   | [ ۶۱ ] |
| دوم     | اول  | محمدرضا راه‌چمنی     |       | ۶۳٬۴۲۱  | ۱۲۳٬۲۳۰ | ۵۱٫۵   | اول   | [ ۶۲ ] |
| دوم     | دوم  | حسین هراتی          |       | ۳۸٬۷۹۷  | ۵۹٬۸۸۹  | ۶۴٫۸   | دوم   | [ ۶۳ ] |
| سوم     | اول  | محمدرضا راه‌چمنی     |       | ۴۶٬۹۳۵  | ۱۲۲٬۲۷۷ | ۳۸٫۴   | اول   | [ ۶۴ ] |
| سوم     | دوم  | حسین هراتی          |       | ۴۲٬۳۹۸  | ۱۲۲٬۲۷۷ | ۳۴٫۷   | اول   | [ ۶۵ ] |
| چهارم   | اول  | محمدرضا راه‌چمنی     |       | ۵۶٬۱۳۸  | ۱۲۱٬۸۷۹ | ۴۶     | دوم   | [ ۶۶ ] |
| چهارم   | دوم  | علی‌اصغر باغانی      |       | ۴۷٬۷۲۰  | ۱۲۱٬۸۷۹ | ۳۹٫۱   | دوم   | [ ۶۷ ] |
| پنجم    | اول  | سید علیرضا افقهی    |       | ۷۰٬۱۰۱  | ۱۹۲٬۸۴۰ | ۳۶٫۳   | اول   | [ ۶۸ ] |
| پنجم    | دوم  | محمدرضا راه‌چمنی     |       | ۹۴٬۸۶۷  | ۱۴۷٬۲۵۵ | ۶۴٫۴   | دوم   | [ ۶۹ ] |
| ششم     | اول  | حسن سیدآبادی        |       | ۵۶٬۶۵۰  | ۲۰۷٬۶۴۶ | ۲۷٫۲   | اول   | [ ۷۰ ] |
| ششم     | دوم  | مرتضی خیرآبادی      |       | ۵۶٬۶۰۳  | ۲۰۷٬۶۴۶ | ۲۷٫۲   | اول   | [ ۷۱ ] |
| هفتم    | اول  | حسن سیدآبادی        |       | ۶۵٬۷۳۵  | ۱۹۷٬۸۹۲ | ۳۳٫۲۱  | اول   | [ ۷۲ ] |
| هفتم    | دوم  | احمد بزرگیان        |       | ۶۱٬۵۷۴  | ۱۲۰٬۹۲۱ | ۵۰٫۹۲  | دوم   | [ ۷۳ ] |
| هشتم    | اول  | محمدرضا محسنی ثانی  |       | ۴۹٬۲۷۵  | ۱۷۴٬۲۵۳ | ۲۸٫۲۷  | اول   | [ ۷۴ ] |
| هشتم    | دوم  | علی بروغنی          |       | ۷۱٬۳۶۴  | ۱۲۱٬۸۸۶ | ۵۸٫۵۴  | دوم   | [ ۷۵ ] |
| نهم     | اول  | محمدرضا محسنی ثانی  |       | ۵۳٬۰۰۴  | ۲۰۹٬۵۹۱ | ۲۵٫۲۸  | اول   | [ ۷۶ ] |
| نهم     | دوم  | رمضانعلی سبحانی‌فر   |       | ۵۲٬۹۳۳  | ۲۰۹٬۵۹۱ | ۲۵٫۲۵  | اول   | [ ۷۷ ] |
| دهم     | اول  | حسین مقصودی         |       | ۱۰۲٬۳۴۵ | ۲۳۸٬۹۲۳ | ۴۲٫۸۲  | اول   | [ ۷۸ ] |
| دهم     | دوم  | رمضانعلی سبحانی‌فر   |       | ۷۵٬۳۰۸  | ۲۳۸٬۹۲۳ | ۳۱٫۵۱  | اول   | [ ۷۹ ] |
| یازدهم  | اول  | علی‌اصغر عنابستانی   |       | ۸۰٬۰۲۸  | ۱۸۳٬۱۱۱ | ۴۶٫۷۰  | اول   | [ ۸۰ ] |
| یازدهم  | دوم  | بهروز محبی نجم‌آبادی |       | ۶۷٬۵۸۲  | ۱۸۳٬۱۱۱ | ۳۹٫۴۴  | اول   | [ ۸۱ ] |
| دوازدهم | اول  | بهروز محبی نجم‌آبادی |       | ۵۰٬۶۸۴  |         |        | اول   | [ ۸۲ ] |
| دوازدهم | دوم  | محمدرضا محسنی ثانی  |       | ۴۰٬۵۵۵  |         | [ ۸۳ ] | اول   |        |

## انتخابات

### مجلس شورای ملی
در اولین انتخابات مجلس شورای ملی، سهم خراسان و سیستان و تربت و ترشیز و قوچان و بجنورد و شاهرود و بسطام ۱۲ نماینده بود. پنج نفر به نمایندگی از خراسان در مجلس شورای ملی حضور داشته‌اند ولی به‌طور خاص نمایندهٔ سبزوار نبوده‌اند، و اینان سوای شش نمایندهٔ دیگری هستند که به‌طور خاص نمایندگی قوچان، بجنورد، کاشمر [ترشیز]، قائنات [سیستان]، تربت‌حیدریه و شاهرود را بر عهده داشتند.
اسناد و شواهدی از بروز تبانی و تقلب در انتخابات مجلس دوم موجود است. میرزا محمود حسینی عربشاهی سبزواری، عضو انجمن ولایتی سبزوار و از مشروطه‌خواهان، دو نامه به وزارت عدلیهٔ وقت نوشت و از ضرب و شتم خویش حین انتخابات به تحریک میرزا حسین علوی سبزواری، مجتهد بزرگ شهر و از مخالفان مشروطه، دادخواهی کرد. او در شکوائیه‌اش علت کتک خوردن را «اظهار داشتن سه فصل ایراد قانونی در انتخاب شیخ علی عرب صحاف و هاشم میرزا که به مواضعه [تبانی و تقلب] وکیل طهران شده‌اند» بیان کرد. بنا بر نامهٔ اعتراضی سوم که به انجمن ولایتی سبزوار نوشته شده‌است، اعضای انجمن، به ریاست «آقا میرزای روضه‌خوان»، پس از این اتفاق همگی از عضویت در انجمن ولایتی استعفا کردند و رئیس انجمن فقط وقتی با افتتاح دوباره انجمن موافقت کرد که وزیر عدلیه از آنان دلجویی کرد.
بین مجلس سوم و چهارم، فترتی چند ساله پدید آمد و انتخابات دوره چهارم حداقل به مدت ۶ سال از ۱۳۳۶ تا ۱۳۴۱ قمری در جریان بود. انتخابات سبزوار در ۱۳۳۸ برگزار شد.

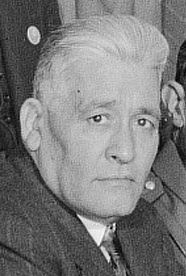
قاسم غنی در انتخابات مجلس هفتم مغلوب شد و از خطر مرگ رهایی جست.

در انتخابات مجلس هفتم، قاسم غنی، وزیر بهداری و فرهنگ و مصحح همکار دیوان حافظ در آینده، که پس از تحصیل در بیروت و پاریس به ایران بازگشته و ساکن سبزوار شده و در بیمارستان حشمتیه مشغول طبابت بود، مغلوب نمایندگان وقت سبزوار در مجلس ششم شد. گرویدن پدربزرگ مادری غنی (ملاعلی کوشکباغی سبزواری، بعداً با نام خانوادگی خضرائی) به مذهب نوظهور بهائیت، او را از گود رقابت‌های انتخاباتی خارج کرد. جمعی از متشرعان و اوباش به خانهٔ میرزا حسین علوی سبزواری، مجتهد شهر، رفتند و فتوای قتل او را گرفتند. مجتهد مذکور که غنی رقیب پسرش (حسن علوی سبزواری، نمایندهٔ وقت سبزوار در مجلس ششم و نامزد انتخابات برای مجلس هفتم) در سیاست بود، همراه جماعت راهی خانهٔ غنی شد. در این هنگام، آقا میرزا حسین عربشاهی معروف به «آقای شاه»، از روحانیون و زاهدان شهر و نیز پسرعموی غنی، جلو آن‌ها را گرفت و بر میرزا حسین بانگ زد «سید، بنشین! دکتر قاسم خان زیر لباسش شال سبز می‌بندد». در نهایت بلوا خوابید و جمعیت متفرق شدند.
انتخابات ادوار ششم تا سیزدهم در زمان سلطنت رضاشاه برگزار شد. در این زمان مجالس فرمایشی و انتخابات در واقع انتصابات بودند. در سندی از دایرهٔ انتخاباتِ ادارهٔ مرکز و انتخاباتِ وزارت داخله به تاریخ ۳۰ مهر ۱۳۱۱ مربوط به انتخابات دورهٔ نهم چنین آمده‌است:

ایالت جلیلهٔ مشهد، کاندیداهای انتخابات حوزهٔ سبزوار، محمدهاشم میرزا افسر و میرزا حسن آقازاده می‌باشند. فوراً به حکومت محل تعلیمات دهید ترتیب و تشکیل انجمن نظار باید طوری داده شود که متناسب با انتخاب مشارالهیم باشد.

در انتخابات دورهٔ چهاردهم که ایران در اشغال متفقین (سبزوار در اشغال شوروی) بود، محمد پروین گنابادی، از فعالان حزب تودهٔ ایران، به نمایندگی از سبزوار انتخاب شد که با توجه به تعداد انگشت‌شمار راه‌یافتگان توده‌ای به مجلس، نشان از فعالیت و نفوذ حزب در این شهر داشت. سبزوار از کانون‌های فعالیت حزب توده بود و اتحادیه‌های کارگری متعددی در این شهر تشکیل شده بود و دایرهٔ فعالیت حزب به روستاهای منطقه نیز می‌رسید. شق دیگر دخالت مستقیم نیروهای شوروی در این انتخابات است. سرکنسول شوروی از تظاهرات عده‌ای در سبزوار در جهت تحریک مردم علیه شوروی و جلوگیری از انتخاب نمایندگان بلشویک شکایت می‌کرد. کنسول شوروی مقیم سبزوار با فرمانداری دیدار کرده، خواستار دستگیری محرکان شد. پس از خاتمهٔ انتخابات در حالی که شمارش یک حوزه باقی مانده بود، ۵ نفر دستگیر و به مشهد فرستاده شدند. بنا بر گزارش ارسالی ژاندارمری سبزوار به فرمانداری شهرستان، سه نفر از اینان با عزیمت به ششتمد با توسل به درگیری مسلحانه از برگزاری انتخابات جلوگیری کردند. طبق گزارشی که حین بررسی اعتبارنامه‌ها در مجلس قرائت شد، آرای بخش‌های داورزن، ششتمد، و جغتای به دلیل جعل و تعویض آرا و اعمال نفوذ مأموران دولت (ژاندارمری) باطل شد و صرفاً آرای شهر سبزوار و بخش‌های حومهٔ سبزوار و بام و صفی‌آباد و سرولایت ملحوظ گردید و اعتبارنامهٔ محمد طباطبایی فقط با ۳٬۷۲۲ رأی از ۶٬۴۷۴ رأی مأخوذه به عنوان نمایندهٔ دوم حوزه تصدیق شد. بنا بر آن گزارش، در ۱۳ مرداد ۱۳۲۲ با دعوت فرمانداری از طبقات ششگانه، اعضا انجمن نظارت انتخاب شدند و مقرر شد نشر تعرفه و اخذ آراء در ۱۴ شهریور ۱۳۲۲ انجام گیرد که به دلیل تقارن با ماه رمضان به ۹ مهر ۱۳۲۲ موکول شد. اما فرمانداری با دعوت از عده‌ای دیگر، با وجود مخالفت وزارت کشور، انجمن نظارت تازه‌ای تشکیل داد و دلیل این امر را استعفا یا استنکاف اعضای انجمن اولیه اظهار کرد، هرچند رئیس و نایب‌رئیس انجمن اولیه منکر موضوع شدند. حدود سه هزار نفر بابت این قضایا شکایت کردند. به گفتهٔ شاکیان، الف) انجمن ثانویه، از «عده‌ای بی‌سواد» و «محکومین جزایی» شکل گرفته و در عوض، اعضای اصلی انجمن اولیه تا پایان انتخابات زندانی شده‌اند؛ ب) بخشدار ششتمد که حاضر به جعل و تعویض آرا نشده بود، عزل شده و بخشدار داورزن که حاضر به تقلب بوده به جای او گماشته شده‌است؛ ج) انتخاب‌شدگان بین مردم محل معروفیت نداشته‌اند. عبدالقدیر آزاد و حسن متولی در این دوره از حوزهٔ انتخابیهٔ سبزوار نامزد شده بودند، ولی با وجود بومی بودن و دربارهٔ شخص آزادْ داشتن تجربهٔ ۲۰ سال مبارزهٔ سیاسی و زندان و شکنجه و مشهور شدن به عنوان شخصیتی ملی و آزادی‌خواه در اذهان عمومی و نیز فعالیت‌های مطبوعاتی نتوانستند به مجلس راه یابند. در گزارشی که فرماندار سبزوار به استانداری ارسال کرد، آزاد و دوستانش عده‌ای مفسده‌جو معرفی شدند که قصد شورش و انقلاب داشتند.
در انتخابات دورهٔ پانزدهم، همزمان با اعلام موجودیت حزب خران در سبزوار به سردمداری حسین مجمع‌الصنایع، سعید مهدوی و عیسی مشار (قائم‌مقامی) نامزدان مورد حمایت دولت برای مجلس بودند. در مقابل حزب خران از عبدالقدیر آزاد و ابوالحسن حائری‌زاده حمایت می‌کرد که همین دو نفر در نهایت پیروز شدند.
انتخابات دورهٔ هفدهم، در سبزوار همچون بسیاری از حوزه‌های انتخابیهٔ دیگر به علت تشنجات سیاسی همزمان با نهضت ملی شدن نفت و ناآرامی‌ها و ناامنی‌های ناشی از آن برگزار نشد. در این دوره از ۱۳۶ کرسی مجلس فقط ۷۹ کرسی صاحب نماینده شد. فعالیت نامزدهای انتخاباتی در سبزوار از دی ۱۳۳۰ آغاز شد. در مجموع ۹ نفر نامزد نمایندگی سبزوار بودند، از جمله عبدالقدیر آزاد، حسن متولی، محمود رضایی، محمدابراهیم شریعتمداری، احمد نبوی، علی بزرگ‌نیا، و سید ابوالمعالی کاشانی، فرزند سید ابوالقاسم کاشانی. اولین تلاش برای تشکیل هیئت نظارت اول اسفند ۱۳۳۰ صورت گرفت، اما چون بیشتر اعضا از وابستگان متولی و کاشانی بودند، پس از اعتراض دیگر نامزدان فرماندار دو هفته بعد مجدداً برای تشکیل هیئت نظارت تلاش کرد. احمد نبوی و علی بزرگ‌نیا مردم را به ارسال تلگراف‌هایی به تهران و اعتراض به هیئت نظارت ترغیب کردند. همزمان خبر رشوه‌گیری فرماندار و یکی از بازرسان انتخابات اوضاع را متشنج کرد. در نتیجه اخذ آرا به سال بعد موکول شد. به درخواست عبدالقدیر آزاد، تهران بازرس ویژه‌ای به سبزوار فرستاد. چهار نفر از ۹ نفر عضو اصلی هیئت نظارت نیز تلگرافی به هیئت دولت فرستادند و اعلام کردند ۵ عضو دیگر هیئت رویهٔ جانبدارانه‌ای را در پیش گرفته‌اند و قصد دارند افراد معینی را راهی مجلس کنند. آنان انتخاباتی را که با این شرایط برگزار شود مخدوش و غیرقانونی خوانند. رئیس وقت شهربانی سبزوار نیز تلگرافی به شهربانی کل کشور ارسال کرد و نوشت طبق «شایعات مقرون به صحت» علی‌اکبر ملک‌زاده، فرماندار سبزوار، و علی‌اکبر مجلسی، بازرس انتخابات، مبالغ یکصد هزار ریال از محمود رضایی و هشت هزار ریال از حسن متولی پول گرفته‌اند تا انتخابات را به نفع آنان خاتمه دهند. از دیگر موارد مناقشه‌برانگیز در این انتخابات، نامزدی ابوالقاسم کاشانی، فرزند سید ابوالقاسم کاشانی، از حوزهٔ انتخابیه سبزوار علی‌رغم مخالف پدرش بود. فرزندان دیگر کاشانی نیز از حوزه‌های دیگر نامزد شده بودند. کاشانی طی تلگرافی اعلام کرد «با آنکه از شهرستان‌های کاشان و سبزوار و تهران مراجعه و اصرار و ابرام نمایندگی و انتخاب فرزندان اینجانب را استقبال نموده‌اند، از لحاظ بی‌نظری که کراراً در راه ملت نشان داده‌ام، آن‌ها را وادار به انصراف از حق قانونی مشروع خود کرده و راضی نیستم کسی به فرزندان اینجانب رأی دهد.» گرچه نامزدی کاشانیِ پسر به واسطهٔ شهرت کاشانیِ پدر مورد استقبال توده‌های مردم قرار گرفت، غیربومی بودن او نیز واکنش‌های شدیدی را برانگیخت. در نهایت دولت مصدق از برگزاری انتخابات در سبزوار صرف‌نظر کرد.
رأی‌گیری انتخابات دورهٔ نوزدهم در حوزهٔ انتخابیه سبزوار در ۸ اردیبهشت ۱۳۳۵ انجام شد و پس از قرائت آرا، علی بزرگ‌نیا و قاسم رضایی پیروز معرفی شدند. قاسم رضایی در زمان برگزاری انتخابات از طرف مؤسسهٔ علوم اداری تهران در آمریکا مشغول مطالعه بود.
در انتخابات دورهٔ بیستم، قاسم رضایی نامزد حزب ملیون بود و امین غنی نامزد حزب مردم. علی بزرگ‌نیا دیگر چهرهٔ شناخته‌شدهٔ حزب و فراکسیون ملیون در مجلس نوزدهم بود که در این دوره، همزمان با کاهش تعداد نماینده‌های حوزه از دو به یک نفر، در فهرست حزب قرار نگرفت. حسن متولی، مسئول شورای حزب مردم در سبزوار، به جریان انتخابات شدیداً اعتراض کرد. او در تلگرافی به اسدالله علم اعلام کرد ۳۶ نفری که فرمانداری سبزوار به عنوان نمایندگان طبقات ششگانه برای تشکیل انجمن نظارت بر انتخابات دعوت کرده، همگی از بستگان قاسم رضایی بوده‌اند و به این ترتیب آزادی انتخابات عملاً از میان رفته و هرگونه فعالیت انتخاباتی برای سایر نامزدان ناممکن شده‌است. او از وزیر کشور و عَلَم و روزنامهٔ اطلاعات تقاضا کرد که نمایندگانی برای نظارت بر انتخابات حوزه اعزام کنند. بعداً این انتخابات در سراسر کشور به دلیل تخلفات و تقلب گسترده ملغی شد و زمستان انتخابات مجدد به عمل آمد. در انتخابات دی، علی بزرگ‌نیا و قاسم رضایی نامزد حزب ملیون بودند، امین غنی، نامزد حزب مردم، و امیر علوی از منفردین. به گزارش روزنامهٔ اطلاعات، عده‌ای از مردم سبزوار در کمال نظم و آرامش در تلگرافخانهٔ شهر متحصن شدند و در تلگراف‌هایی که به مرکز مخابره کردند خواستار انحلال انجمن نظارت بر انتخابات و معرفی نامزد محلی شدند. در نهایت، علی بزرگ‌نیا، نامزد حزب ملیون، پیروز شد.
از ۱۳۴۲ به بعد، انتخابات مجلس شورای ملی به صورت هماهنگ و کشوری برگزار شد؛ در نتیجه انتخابات سبزوار همزمان با سایر حوزه‌های ایران انجام گرفت. در انتخابات دورهٔ بیست‌ویکم، امین غنی از سوی «کنگرهٔ نهضت آزادزنان و آزادمردان ایران» به عنوان نامزد نمایندگی سبزوار معرفی شد به گزارش روزنامهٔ اطلاعات، از مجموع ۱۱٬۳۷۵ رأی مأخوذه، غنی ۱۰٬۷۸۳ رأی کسب کرد و نفر دوم کاظم اسکویی بود که فقط ۴۳۳ رأی داشت. در انتخابات دورهٔ بیست و دوم، امین غنی نامزد حزب ایران نوین بود و عباس شرف‌الدین نامزد حزب مردم. این انتخابات همزمان با طوفان شن شدیدی بود که چندین روز مناطق کویری خراسان مخصوصاً سبزوار را درگیر کرده بود. در انتخابات دورهٔ بیست و سوم، امین غنی و ضیاءالحق ناوی نامزدهای حزب ایران نوین بودند و عبدالحسین آقازادهٔ علوی، شهردار سابق سبزوار، نامزد حزب مردم. در این دو دورهٔ اخیر نامزدهای حزب ایران نوین پیروز شدند. در انتخابات دورهٔ بیست و چهارم که تنها حزب رستاخیز اجازهٔ فعالیت داشت، شش نامزد از جانب حزب برای سبزوار معرفی شد: کاظم اسکویی، عبدالحسین آقازاده علوی، علی قاسمی، محمد قندی، حسن متولی، و ضیاءالحق ناوی. امین غنی، نمایندهٔ سه دورهٔ پیاپی سبزوار در مجلس، در فهرست حزب قرار نگرفت.

### مجلس شورای اسلامی
در اولین دورهٔ انتخابات مجلس، رقابت در سبزوار بین نامزدانی از سه گرایش مختلف بود: ۱) وابستگان به حزب جمهوری اسلامی شامل علی‌اصغر باغانی، دبیر و مؤسس شعبهٔ حزب جمهوری اسلامی در سبزوار، و حسین هراتی، از مؤسسان سپاه پاسداران انقلاب اسلامی در سبزوار، که اینان مورد حمایت محمدحسین علوی، روحانی متنفذ و محرک اصلی انقلاب در سبزوار، بودند؛ ۲) عباسعلی محمودی و محمدحسین فاضل که گرایش‌های ملی-مذهبی داشتند و مورد حمایت سید فخرالدین افقهی، پدر سید علیرضا افقهی و از فعالان انقلاب در سبزوار، بودند؛ ۳) وابستگان به مجاهدین خلق که شامل محمد کریمی و محمد رحیمی بودند و مورد حمایت طاهر احمدزاده، اولین استاندار خراسان پس از انقلاب.
| ۲۴ اسفند ۱۳۵۸ | ۲۴ اسفند ۱۳۵۸  | ۲۴ اسفند ۱۳۵۸ | ۲۴ اسفند ۱۳۵۸ | ۲۴ اسفند ۱۳۵۸ |
| رتبه          | نامزد          | فهرست         | آرا           | درصد          |
| رتبه          | نامزد          | جمهوری        | آرا           | درصد          |
| ------------- | -------------- | ------------- | ------------- | ------------- |
| ۱             | حسین هراتی     | آری           | ۳۲٬۵۳۷        |               |
| ۲             | علی‌اصغر باغانی | آری           | ۲۷٬۷۲۷        |               |
| ۳             | عباسعلی محمودی |               |               |               |
| ۴             | محمدحسین فاضل  |               |               |               |
| ۵             | محمد کریمی     |               |               |               |
| ۶             | محمد رحیمی     |               |               |               |
| ...           | نامزدان دیگر   | نامزدان دیگر  |               |               |
| آرای مأخوذه   |                |               |               |               |
| رأی‌مندان      |                |               |               |               |

| ۱۹ اردیبهشت ۱۳۵۹ | ۱۹ اردیبهشت ۱۳۵۹ | ۱۹ اردیبهشت ۱۳۵۹ | ۱۹ اردیبهشت ۱۳۵۹ | ۱۹ اردیبهشت ۱۳۵۹ |
| رتبه             | نامزد            | فهرست            | آرا              | درصد             |
| رتبه             | نامزد            | جمهوری           | آرا              | درصد             |
| ---------------- | ---------------- | ---------------- | ---------------- | ---------------- |
| ۱                | حسین هراتی       | آری              | ۴۷٬۸۶۴           | ۶۶٫۲             |
| ۲                | علی‌اصغر باغانی   | آری              | ۴۷٬۷۲۱           | ۶۶               |
| ...              | ۲ نامزد دیگر     | ۲ نامزد دیگر     |                  |                  |
| آرای مأخوذه      | آرای مأخوذه      | آرای مأخوذه      | ۷۲٬۲۳۹           | ۷۲٬۲۳۹           |
| رأی‌مندان         |                  |                  |                  |                  |

در دومین دورهٔ انتخابات مجلس، علی‌اصغر باغانی، یکی از تنها دو نمایندهٔ معمم سبزوار بعد از انقلاب اسلامی، از راه یافتن به مجلس بازماند. سید روح‌الله خمینی در ملاقات با اکبر هاشمی رفسنجانی در ۲۹ فروردین به او گفت، «در بعضی جاها که ائمه جمعه و روحانیون سرشناس دخالت کرده‌اند ناموفق بوده‌اند» و این را ناشی از استقلال فکری مردم دانست. هاشمی رفسنجانی در خاطراتش حوزهٔ انتخابیهٔ سبزوار را در کنار ۹ حوزهٔ دیگر مصداق این گفته دانسته‌است.
| ۲۶ فروردین ۱۳۶۳ | ۲۶ فروردین ۱۳۶۳  | ۲۶ فروردین ۱۳۶۳ | ۲۶ فروردین ۱۳۶۳ | ۲۶ فروردین ۱۳۶۳ |                 |  |        |  |
| رتبه            | نامزد            | فهرست           | آرا             | درصد            |                 |  |        |  |
| --------------- | ---------------- | --------------- | --------------- | --------------- | --------------- |  | ------ |  |
| رتبه            | نامزد            | ۱               | آرا             | درصد            | محمدرضا راه‌چمنی |  | ۶۳٬۴۲۱ |  |
| ۲               | حسین هراتی       |                 | ۵۹٬۴۲۷          |                 |                 |  |        |  |
| ۳               | علی‌اصغر باغانی   |                 | ۵۶٬۴۲۵          |                 |                 |  |        |  |
| ۴               | سیدعلی‌اصغر حسینی |                 |                 |                 |                 |  |        |  |
| ۵               | ابوعلی شریعتی    |                 |                 |                 |                 |  |        |  |
| ...             | ۴ نامزد دیگر     | ۴ نامزد دیگر    |                 |                 |                 |  |        |  |
| آرای مأخوذه     | آرای مأخوذه      | آرای مأخوذه     | ۱۲٬۳۲۲          | ۱۲٬۳۲۲          |                 |  |        |  |
| رأی‌مندان        |                  |                 |                 |                 |                 |  |        |  |

| ۲۷ اردیبهشت ۱۳۶۳ | ۲۷ اردیبهشت ۱۳۶۳ | ۲۷ اردیبهشت ۱۳۶۳ | ۲۷ اردیبهشت ۱۳۶۳ | ۲۷ اردیبهشت ۱۳۶۳ |            |  |        |  |
| رتبه             | نامزد            | فهرست            | آرا              | درصد             |            |  |        |  |
| ---------------- | ---------------- | ---------------- | ---------------- | ---------------- | ---------- |  | ------ |  |
| رتبه             | نامزد            | ۱                | آرا              | درصد             | حسین هراتی |  | ۳۸٬۷۹۷ |  |
| ۲                | علی‌اصغر باغانی   |                  |                  |                  |            |  |        |  |
| آرای مأخوذه      |                  |                  |                  |                  |            |  |        |  |
| رأی‌مندان         |                  |                  |                  |                  |            |  |        |  |

| ۱۹ فروردین ۱۳۶۷ | ۱۹ فروردین ۱۳۶۷ | ۱۹ فروردین ۱۳۶۷ | ۱۹ فروردین ۱۳۶۷ | ۱۹ فروردین ۱۳۶۷ |                 |  |        |  |
| رتبه            | نامزد           | فهرست           | آرا             | درصد            |                 |  |        |  |
| --------------- | --------------- | --------------- | --------------- | --------------- | --------------- |  | ------ |  |
| رتبه            | نامزد           | ۱               | آرا             | درصد            | محمدرضا راه‌چمنی |  | ۴۶٬۹۳۵ |  |
| ۲               | حسین هراتی      |                 | ۴۲٬۳۹۸          |                 |                 |  |        |  |
| ۳               | علی‌اصغر باغانی  |                 |                 |                 |                 |  |        |  |
| ۴               | محمدعلی طالبی   |                 |                 |                 |                 |  |        |  |
| ...             | ۱۱ نامزد دیگر   | ۱۱ نامزد دیگر   |                 |                 |                 |  |        |  |
| آرای مأخوذه     | آرای مأخوذه     | آرای مأخوذه     | ۱۲۲٬۲۷۷         | ۱۲۲٬۲۷۷         |                 |  |        |  |
| رأی‌مندان        |                 |                 |                 |                 |                 |  |        |  |

| ۲۱ فروردین ۱۳۷۱ | ۲۱ فروردین ۱۳۷۱ | ۲۱ فروردین ۱۳۷۱ | ۲۱ فروردین ۱۳۷۱ | ۲۱ فروردین ۱۳۷۱ |                 |  |        |  |
| رتبه            | نامزد           | فهرست           | آرا             | درصد            |                 |  |        |  |
| --------------- | --------------- | --------------- | --------------- | --------------- | --------------- |  | ------ |  |
| رتبه            | نامزد           | ۱               | آرا             | درصد            | محمدرضا راه‌چمنی |  | ۴۱٬۱۸۲ |  |
| ۲               | علی‌اصغر باغانی  |                 | ۳۴٬۴۹۶          |                 |                 |  |        |  |
| ۳               | مسلم فوجی       |                 | ۲۹٬۳۷۹          |                 |                 |  |        |  |
| ۴               | حسین هراتی      |                 | ۲۷٬۴۲۷          |                 |                 |  |        |  |
| ۵               | حسن سیدآبادی    |                 |                 |                 |                 |  |        |  |
| ...             | ۱۰ نامزد دیگر   | ۱۰ نامزد دیگر   |                 |                 |                 |  |        |  |
| آرای مأخوذه     | آرای مأخوذه     | آرای مأخوذه     | ۱۴۵٬۱۴۴         | ۱۴۵٬۱۴۴         |                 |  |        |  |
| رأی‌مندان        |                 |                 |                 |                 |                 |  |        |  |

| ۱۸ اردیبهشت ۱۳۷۱ | ۱۸ اردیبهشت ۱۳۷۱ | ۱۸ اردیبهشت ۱۳۷۱ | ۱۸ اردیبهشت ۱۳۷۱ | ۱۸ اردیبهشت ۱۳۷۱ |                 |  |        |    |
| رتبه             | نامزد            | فهرست            | آرا              | درصد             |                 |  |        |    |
| ---------------- | ---------------- | ---------------- | ---------------- | ---------------- | --------------- |  | ------ | -- |
| رتبه             | نامزد            | ۱                | آرا              | درصد             | محمدرضا راه‌چمنی |  | ۵۶٬۱۳۱ | ۴۶ |
| ۲                | علی‌اصغر باغانی   |                  | ۴۷٬۷۴۲           | ۳۹٫۱             |                 |  |        |    |
| آرای مأخوذه      | آرای مأخوذه      | آرای مأخوذه      | ۱۲۱٬۸۷۹          | ۱۲۱٬۸۷۹          |                 |  |        |    |
| رأی‌مندان         |                  |                  |                  |                  |                 |  |        |    |

| ۱۸ اسفند ۱۳۷۴ | ۱۸ اسفند ۱۳۷۴    | ۱۸ اسفند ۱۳۷۴ | ۱۸ اسفند ۱۳۷۴ | ۱۸ اسفند ۱۳۷۴ |
| رتبه          | نامزد            | فهرست         | آرا           | درصد          |
| رتبه          | نامزد            | پزشکی         | آرا           | درصد          |
| ------------- | ---------------- | ------------- | ------------- | ------------- |
| ۱             | سید علیرضا افقهی |               | ۷۰٬۱۰۱        |               |
| ۲             | محمدرضا راه‌چمنی  | آری           | ۴۷٬۶۱۲        |               |
| ۳             | علی‌اصغر باغانی   |               | ۳۴٬۵۷۷        |               |
| ۴             | مرتضی خیرآبادی   | آری           |               |               |
| ۵             | حسن سیدآبادی     |               |               |               |
| ...           | ۲۱ نامزد دیگر    | ۲۱ نامزد دیگر |               |               |
| آرای مأخوذه   | آرای مأخوذه      | آرای مأخوذه   | ۱۹۲٬۸۴۰       | ۱۹۲٬۸۴۰       |
| رأی‌مندان      |                  |               |               |               |

| ۳۱ فروردین ۱۳۷۵ | ۳۱ فروردین ۱۳۷۵ | ۳۱ فروردین ۱۳۷۵ | ۳۱ فروردین ۱۳۷۵ | ۳۱ فروردین ۱۳۷۵ |                 |  |        |      |
| رتبه            | نامزد           | فهرست           | آرا             | درصد            |                 |  |        |      |
| --------------- | --------------- | --------------- | --------------- | --------------- | --------------- |  | ------ | ---- |
| رتبه            | نامزد           | ۱               | آرا             | درصد            | محمدرضا راه‌چمنی |  | ۹۴٬۸۶۷ | ۶۴٫۴ |
| ۲               | علی‌اصغر باغانی  |                 |                 |                 |                 |  |        |      |
| آرای مأخوذه     | آرای مأخوذه     | آرای مأخوذه     | ۱۴۷٬۲۵۵         | ۱۴۷٬۲۵۵         |                 |  |        |      |
| رأی‌مندان        |                 |                 |                 |                 |                 |  |        |      |

| ۲۹ بهمن ۱۳۷۸ | ۲۹ بهمن ۱۳۷۸   | ۲۹ بهمن ۱۳۷۸ | ۲۹ بهمن ۱۳۷۸ | ۲۹ بهمن ۱۳۷۸ |              |  |        |  |
| رتبه         | نامزد          | فهرست        | آرا          | درصد         |              |  |        |  |
| ------------ | -------------- | ------------ | ------------ | ------------ | ------------ |  | ------ |  |
| رتبه         | نامزد          | ۱            | آرا          | درصد         | حسن سیدآبادی |  | ۵۵٬۸۸۸ |  |
| ۲            | مرتضی خیرآبادی |              | ۵۵٬۴۵۳       |              |              |  |        |  |
| آرای مأخوذه  | آرای مأخوذه    | آرای مأخوذه  | ۲۰۶٬۶۲۳      | ۲۰۶٬۶۲۳      |              |  |        |  |
| رأی‌مندان     | رأی‌مندان       | رأی‌مندان     | ۲۷۱٬۵۵۴      | ۲۷۱٬۵۵۴      |              |  |        |  |

در انتخابات دورهٔ هفتم مجلس، مرتضی خیرآبادی، نمایندهٔ اصلاح‌طلب سبزوار، ابتدا رد صلاحیت شد. او و شمار دیگری از نمایندگان مجلس ششم، در ۱۲ بهمن ۱۳۸۲ در اعتراض به رد صلاحیت‌های گسترده از نمایندگی مجلس ششم دسته‌جمعی استعفا دادند. اما در ۱۸ بهمن ۱۳۸۲ با حکم حکومتی سید علی خامنه‌ای، صلاحیت او و چند نامزد دیگر تأیید شد. او با وجود کسب رتبهٔ دوم در مرحلهٔ اول انتخابات، به حد نصاب ۲۵ درصد نرسید تا انتخابات به مرحلهٔ دوم بکشد که در آنجا مغلوب رقیب اصولگرایش شد.
| ۱ اسفند ۱۳۸۲ | ۱ اسفند ۱۳۸۲       | ۱ اسفند ۱۳۸۲ | ۱ اسفند ۱۳۸۲ | ۱ اسفند ۱۳۸۲ | ۱ اسفند ۱۳۸۲ |
| رتبه         | نامزد              | فهرست        | فهرست        | آرا          | درصد         |
| رتبه         | نامزد              | ایران        | خدمت         | آرا          | درصد         |
| ------------ | ------------------ | ------------ | ------------ | ------------ | ------------ |
| ۱            | حسن سیدآبادی (م)   |              |              | ۶۵٬۷۳۵       | ۳۳٫۲۲        |
| ۲            | مرتضی خیرآبادی (م) | آری          |              | ۴۵٬۵۹۱       | ۲۳٫۰۴        |
| ۳            | احمد بزرگیان       |              |              | ۲۷٬۳۴۷       | ۱۳٫۸۲        |
| ۴            | احمد اسماعیلیان    | آری          |              |              |              |
| ۵            | علیرضا مزینانی     |              | آری          |              |              |
| ...          | نامزدان دیگر       | نامزدان دیگر | نامزدان دیگر |              |              |
| آرای مأخوذه  | آرای مأخوذه        | آرای مأخوذه  | آرای مأخوذه  | ۱۹۷٬۸۹۲      | ۱۹۷٬۸۹۲      |
| رأی‌مندان     | رأی‌مندان           | رأی‌مندان     | رأی‌مندان     | ۳۲۷٬۳۲۰      | ۳۲۷٬۳۲۰      |

| ۱۸ اردیبهشت ۱۳۸۳ | ۱۸ اردیبهشت ۱۳۸۳   | ۱۸ اردیبهشت ۱۳۸۳ | ۱۸ اردیبهشت ۱۳۸۳ | ۱۸ اردیبهشت ۱۳۸۳ |
| رتبه             | نامزد              | فهرست            | آرا              | درصد             |
| رتبه             | نامزد              | پیروان           | آرا              | درصد             |
| ---------------- | ------------------ | ---------------- | ---------------- | ---------------- |
| ۱                | احمد بزرگیان       | آری              | ۶۱٬۵۷۴           | ۵۰٫۹۲            |
| ۲                | مرتضی خیرآبادی (م) |                  |                  |                  |
| آرای مأخوذه      | آرای مأخوذه        | آرای مأخوذه      | ۱۲۰٬۹۲۱          | ۱۲۰٬۹۲۱          |
| رأی‌مندان         |                    |                  |                  |                  |

در انتخابات دورهٔ هشتم مجلس، صلاحیت حسن سیدآبادی، نمایندهٔ پیشین سبزوار در مجالس ششم و هفتم، تأیید نشد. علت رد صلاحیت او «فساد اخلاقی»، درگیری خانوادگی، و شلیک تیر هوایی دانسته می‌شود. سیدآبادی، دلیل رد صلاحیتش را سوءاستفادهٔ دو فاسق در وزارت اطلاعات از موقعیت خود عنوان کرد. به گفتهٔ احمد بزرگیان، هزینهٔ تبلیغات انتخاباتی محمدرضا محسنی ثانی در این دوره ۵۰۰ میلیون تومان بوده‌است.
| ۲۴ اسفند ۱۳۸۶ | ۲۴ اسفند ۱۳۸۶      | ۲۴ اسفند ۱۳۸۶ | ۲۴ اسفند ۱۳۸۶ | ۲۴ اسفند ۱۳۸۶ | ۲۴ اسفند ۱۳۸۶ | ۲۴ اسفند ۱۳۸۶ | ۲۴ اسفند ۱۳۸۶ |
| رتبه          | نامزد              | فهرست         | فهرست         | فهرست         | فهرست         | آرا           | درصد          |
| رتبه          | نامزد              | متحد          | فراگیر        | توسعه         | اعتماد        | آرا           | درصد          |
| ------------- | ------------------ | ------------- | ------------- | ------------- | ------------- | ------------- | ------------- |
| ۱             | محمدرضا محسنی ثانی | آری           |               |               |               | ۴۹٬۲۷۵        | ۲۸٫۲۸         |
| ۲             | علی بروغنی         |               |               |               |               | ۳۷٬۸۶۰        | ۲۱٫۷۳         |
| ۳             | رمضانعلی سبحانی‌فر  |               | آری           | آری           | آری           | ۲۸٬۱۶۲        | ۱۶٫۱۶         |
| ۴             | احمد بزرگیان (س)   | آری           |               |               |               |               |               |
| ۵             | علیرضا مزینانی     |               | آری           | آری           |               |               |               |
| ...           | نامزدان دیگر       | نامزدان دیگر  | نامزدان دیگر  | نامزدان دیگر  | نامزدان دیگر  |               |               |
| آرای مأخوذه   | آرای مأخوذه        | آرای مأخوذه   | آرای مأخوذه   | آرای مأخوذه   | آرای مأخوذه   | ۱۷۹٬۱۶۵       | ۱۷۹٬۱۶۵       |
| رأی‌مندان      | رأی‌مندان           | رأی‌مندان      | رأی‌مندان      | رأی‌مندان      | رأی‌مندان      | ۲۹۵٬۱۰۵       | ۲۹۵٬۱۰۵       |

| ۶ اردیبهشت ۱۳۸۷ | ۶ اردیبهشت ۱۳۸۷   | ۶ اردیبهشت ۱۳۸۷ | ۶ اردیبهشت ۱۳۸۷ | ۶ اردیبهشت ۱۳۸۷ | ۶ اردیبهشت ۱۳۸۷ | ۶ اردیبهشت ۱۳۸۷ |
| رتبه            | نامزد             | فهرست           | فهرست           | فهرست           | آرا             | درصد            |
| رتبه            | نامزد             | مردمی           | فراگیر          | توسعه           | آرا             | درصد            |
| --------------- | ----------------- | --------------- | --------------- | --------------- | --------------- | --------------- |
| ۱               | علی بروغنی        |                 |                 |                 | ۷۱٬۳۶۴          | ۵۸٫۵۴           |
| ۲               | رمضانعلی سبحانی‌فر | آری             | آری             | آری             |                 |                 |
| آرای مأخوذه     | آرای مأخوذه       | آرای مأخوذه     | آرای مأخوذه     | آرای مأخوذه     | ۱۲۴٬۲۳۴         | ۱۲۴٬۲۳۴         |
| رأی‌مندان        | رأی‌مندان          | رأی‌مندان        | رأی‌مندان        | رأی‌مندان        | ۲۹۶٬۰۰۰         | ۲۹۶٬۰۰۰         |

در انتخابات دورهٔ نهم مجلس، با وجود آنکه محمدرضا محسنی ثانی، نمایندهٔ وقت سبزوار، در فهرست جبههٔ متحد اصولگرایان قرار گرفت، به دلیل نرم‌خویی با اصلاح‌طلبان و نزدیکی به علی لاریجانی، و نیز هزینه‌های تبلیغاتی مورد انتقاد اصولگرایان تندرو بود. اما در نهایت در رقابتی نزدیک رتبهٔ اول را کسب کرد.
| ۱۲ اسفند ۱۳۹۰ | ۱۲ اسفند ۱۳۹۰          | ۱۲ اسفند ۱۳۹۰ | ۱۲ اسفند ۱۳۹۰ | ۱۲ اسفند ۱۳۹۰ | ۱۲ اسفند ۱۳۹۰ | ۱۲ اسفند ۱۳۹۰ | ۱۲ اسفند ۱۳۹۰ | ۱۲ اسفند ۱۳۹۰ | ۱۲ اسفند ۱۳۹۰ |
| رتبه          | نامزد                  | فهرست         | فهرست         | فهرست         | فهرست         | فهرست         | فهرست         | آرا           | درصد          |
| رتبه          | نامزد                  | متحد          | پایداری       | ایستادگی      | مردم          | بصیرت         | آباد          | آرا           | درصد          |
| ------------- | ---------------------- | ------------- | ------------- | ------------- | ------------- | ------------- | ------------- | ------------- | ------------- |
| ۱             | محمدرضا محسنی ثانی (م) | آری           |               | آری           |               |               | آری           | ۵۳٬۰۰۴        | ۲۵٫۲۹         |
| ۲             | رمضانعلی سبحانی‌فر      |               |               | آری           | آری           |               |               | ۵۲٬۹۳۳        | ۲۵٫۲۶         |
| ۳             | علی بروغنی (س)         | آری           |               |               |               | آری           | آری           | ۴۹٬۴۲۲        | ۲۳٫۵۸         |
| ۴             | عبدالله داورزنی        |               | آری           |               |               |               |               | ۴۲٬۲۳۱        | ۲۰٫۱۵         |
| ۵             | علی‌اصغر آبسالان        |               |               |               |               |               |               | ۳۰٬۱۲۹        | ۱۴٫۳۸         |
| ۶             | بهروز محبی نجم‌آبادی    |               | آری           |               |               |               |               | ۲۷٬۸۴۶        | ۱۳٫۲۹         |
| ...           | ۱۷ نامزد دیگر          | ۱۷ نامزد دیگر | ۱۷ نامزد دیگر | ۱۷ نامزد دیگر | ۱۷ نامزد دیگر | ۱۷ نامزد دیگر | ۱۷ نامزد دیگر | <۱۸٬۰۰۰       | <۸٫۳          |
| آرای مأخوذه   | آرای مأخوذه            | آرای مأخوذه   | آرای مأخوذه   | آرای مأخوذه   | آرای مأخوذه   | آرای مأخوذه   | آرای مأخوذه   | ۲۱۷٬۸۸۵       | ۲۱۷٬۸۸۵       |
| رأی‌مندان      |                        |               |               |               |               |               |               |               |               |

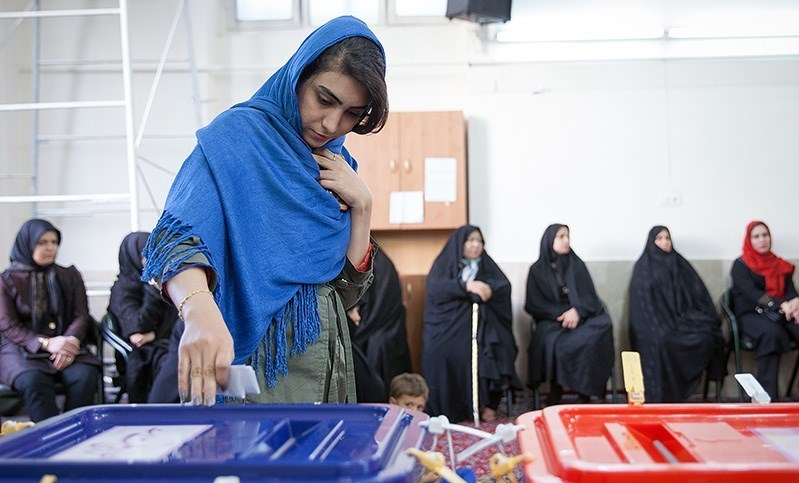
انتخابات دهمین دورهٔ مجلس شورای اسلامی و پنجمین دورهٔ مجلس خبرگان رهبری در سبزوار

در انتخابات دورهٔ دهم مجلس، حسین مقصودی، شهردار پیشین سبزوار، ابتدا رد صلاحیت شد، اما یک هفته پیش از رأی‌گیری و در روز اول تبلیغات در نهایت تأیید صلاحیت شد. او به عنوان نماینده‌ای مستقل و بدون آنکه نامش در هیچ‌یک از فهرست‌های انتخاباتی قرار گیرد، توانست رتبهٔ اول را با بیش از ۱۰۰ هزار رأی به دست آورد و «پدیدهٔ انتخابات» نام بگیرد. او اولین نمایندهٔ سبزوار است که موفق به کسب آرای شش‌رقمی می‌شود. محمدرضا محسنی ثانی، نمایندهٔ سبزوار در ادوار نهم و هشتم مجلس، از حوزهٔ انتخابیه مشهد ثبت‌نام کرد ولی پس از آنکه نامش در فهرست‌های انتخاباتی اصولگرایان قرار نگرفت، پیش از رأی‌گیری انصراف داد. محمد سالاری، عضو شورای شهر تهران، از این حوزه ثبت‌نام کرد، ولی رد صلاحیت شد.
| ۷ اسفند ۱۳۹۴ | ۷ اسفند ۱۳۹۴          | ۷ اسفند ۱۳۹۴  | ۷ اسفند ۱۳۹۴  | ۷ اسفند ۱۳۹۴  | ۷ اسفند ۱۳۹۴  | ۷ اسفند ۱۳۹۴  | ۷ اسفند ۱۳۹۴  | ۷ اسفند ۱۳۹۴  | ۷ اسفند ۱۳۹۴ | ۷ اسفند ۱۳۹۴ |
| رتبه         | نامزد                 | فهرست         | فهرست         | فهرست         | فهرست         | فهرست         | فهرست         | فهرست         | آرا          | درصد         |
| رتبه         | نامزد                 | بزرگ          | امید          | تمدن          | عقلانیت       | اعتدال        | صدا           | وحدت          | آرا          | درصد         |
| ------------ | --------------------- | ------------- | ------------- | ------------- | ------------- | ------------- | ------------- | ------------- | ------------ | ------------ |
| ۱            | حسین مقصودی           |               |               |               |               |               |               |               | ۱۰۲٬۳۴۵      | ۴۲٫۸۳        |
| ۲            | رمضانعلی سبحانی‌فر (م) |               | آری           | آری           | آری           | آری           | آری           |               | ۷۵٬۳۰۸       | ۳۱٫۵۱        |
| ۳            | علی‌اصغر عنابستانی     | آری           |               |               |               |               |               | آری           | ۵۵٬۶۷۸       | ۲۳٫۳۰        |
| ۴            | علی بروغنی (س)        | آری           |               | آری           |               |               |               | آری           | ۴۹٬۵۸۲       | ۲۰٫۷۵        |
| ۵            | محمدرضا راه‌چمنی (س)   |               | آری           |               |               | آری           | آری           |               | ۴۵٬۱۹۶       | ۱۸٫۹۱        |
| ۶            | علی‌اصغر آبسالان       |               |               |               |               |               |               |               | ۲۵٬۱۴۳       | ۱۰٫۵۲        |
| ...          | ۱۳ نامزد دیگر         | ۱۳ نامزد دیگر | ۱۳ نامزد دیگر | ۱۳ نامزد دیگر | ۱۳ نامزد دیگر | ۱۳ نامزد دیگر | ۱۳ نامزد دیگر | ۱۳ نامزد دیگر | <۱۱٬۰۰۰      | <۴٫۶         |
| آرای مأخوذه  | آرای مأخوذه           | آرای مأخوذه   | آرای مأخوذه   | آرای مأخوذه   | آرای مأخوذه   | آرای مأخوذه   | آرای مأخوذه   | آرای مأخوذه   | ۲۳۸٬۹۲۳      | ۲۳۸٬۹۲۳      |
| رأی‌مندان     | رأی‌مندان              | رأی‌مندان      | رأی‌مندان      | رأی‌مندان      | رأی‌مندان      | رأی‌مندان      | رأی‌مندان      | رأی‌مندان      | ۳۴۱٬۰۰۰      | ۳۴۱٬۰۰۰      |

در انتخابات دورهٔ یازدهم مجلس شورای اسلامی، حسین مقصودی و رمضانعلی سبحانی‌فر، نماینده‌های وقت سبزوار، رد صلاحیت شدند. در این انتخابات چهره‌های شاخص اصلاح‌طلبان در حوزهٔ انتخابیه رد صلاحیت شدند و رقابت بین چهره‌های اصولگرا بود. برخلاف گمانه‌زنی‌ها، محمدرضا راه‌چمنی، نمایندهٔ اصلاح‌طلب سابق حوزه، که از حوزهٔ انتخابیهٔ تهران ثبت‌نام کرده و صلاحیتش احراز شده بود، حوزهٔ انتخابیهٔ خود را به سبزوار تغییر نداد.
| ۲ اسفند ۱۳۹۸ | ۲ اسفند ۱۳۹۸        | ۲ اسفند ۱۳۹۸  | ۲ اسفند ۱۳۹۸  | ۲ اسفند ۱۳۹۸  | ۲ اسفند ۱۳۹۸  | ۲ اسفند ۱۳۹۸ | ۲ اسفند ۱۳۹۸ |
| رتبه         | نامزد               | فهرست         | فهرست         | فهرست         | فهرست         | آرا          | درصد         |
| رتبه         | نامزد               | شانا          | شرق           | اعتدال        | جوانان        | آرا          | درصد         |
| ------------ | ------------------- | ------------- | ------------- | ------------- | ------------- | ------------ | ------------ |
| ۱            | علی‌اصغر عنابستانی   | آری           |               |               | آری           | ۸۰٬۰۲۸       | ۴۶٫۷۰        |
| ۲            | بهروز محبی نجم‌آبادی | آری           |               |               |               | ۶۷٬۵۸۲       | ۳۹٫۴۴        |
| ۳            | علی بروغنی (س)      |               | آری           |               |               | ۳۸٬۹۸۱       | ۲۲٫۷۵        |
| ۴            | مجید اکبرنیا        |               | آری           | آری           |               | ۳۸٬۷۹۸       | ۲۲٫۶۴        |
| ۵            | رمضانعلی ابراهیمی   |               |               |               |               | ۱۱٬۸۶۲       | ۶٫۹۲         |
| ...          | ۲۷ نامزد دیگر       | ۲۷ نامزد دیگر | ۲۷ نامزد دیگر | ۲۷ نامزد دیگر | ۲۷ نامزد دیگر | <۱۰٬۰۰۰      | <۵٫۸         |
| آرای مأخوذه  | آرای مأخوذه         | آرای مأخوذه   | آرای مأخوذه   | آرای مأخوذه   | آرای مأخوذه   | ۱۸۳٬۱۱۱      | ۱۸۳٬۱۱۱      |
| رأی‌مندان     | رأی‌مندان            | رأی‌مندان      | رأی‌مندان      | رأی‌مندان      | رأی‌مندان      | ۳۵۰٬۰۰۰      | ۳۵۰٬۰۰۰      |